# Делимханов, Адам Султанович
Ада́м Султа́нович Делимха́нов (род. 25 сентября 1969, Беной, Чечено-Ингушская АССР, РСФСР, СССР) — российский государственный деятель. Заместитель председателя Правительства Чеченской Республики (2006—2007). Депутат Государственной думы Российской Федерации V, VI и VII созывов, член партии «Единая Россия». В Госдуме VII созыва — член комитета Госдумы по безопасности и противодействию коррупции.
Во времена Ичкерии был личным водителем полевого командира Салмана Радуева. С началом Второй Чеченской войны в 1999 году перешёл на сторону федеральных сил. В 2009 году глава Чеченской Республики Рамзан Кадыров назвал Делимханова «человеком, который может его сменить».
Правозащитники и журналисты в России обвиняли Делимханова в нарушениях прав человека. С 2014 года под санкциями США по обвинению в причастности к преступной группе «Братский круг». Из-за вторжения России на Украину, находится под международными санкциями всех стран Евросоюза и ряда других стран.
26 апреля 2022 года получил звание Героя Российской Федерации за участие во вторжении России на Украину. Герой Чеченской Республики (2023).

## Биография

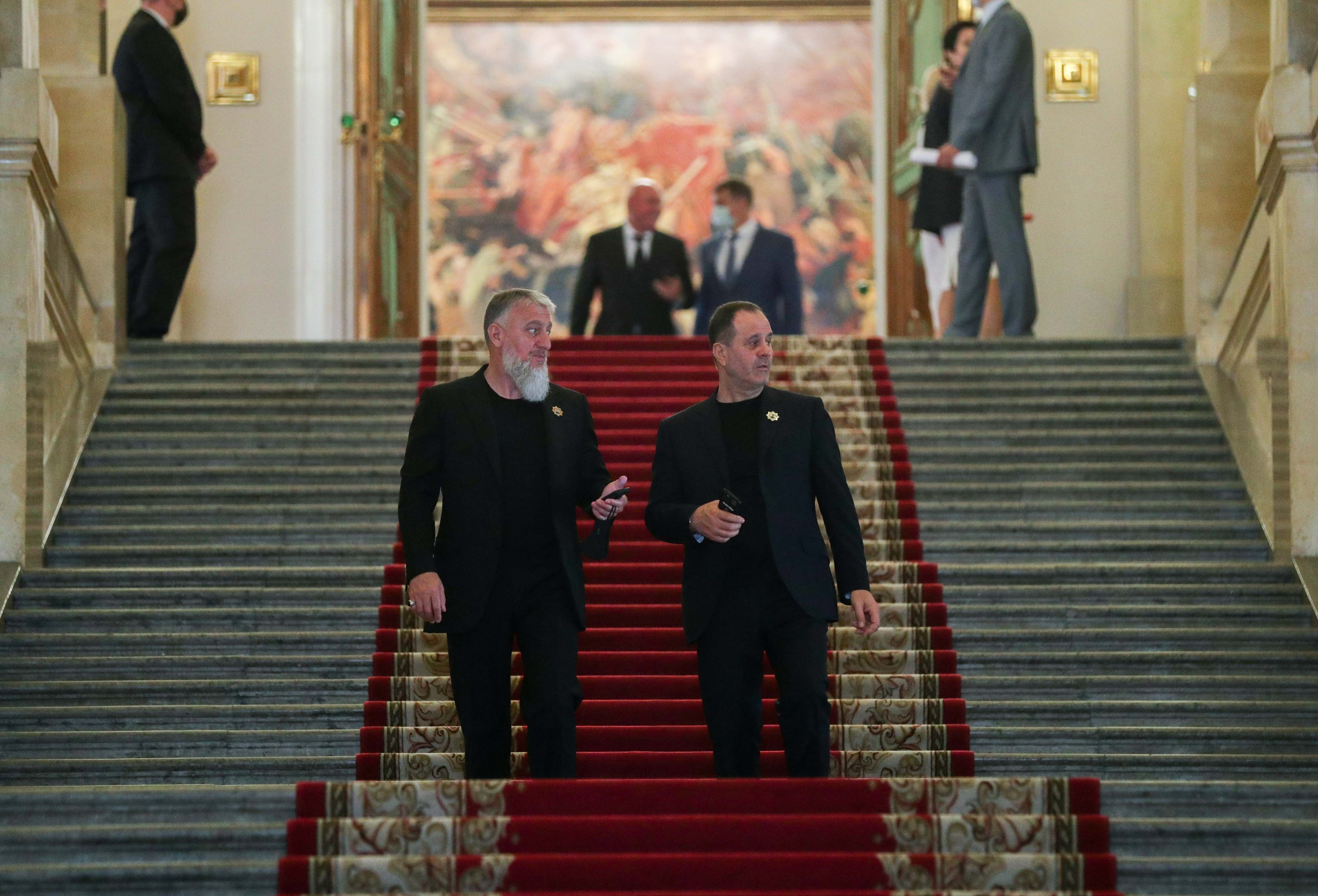
Адам Делимханов и Ахмед Догаев на встрече с президентом России, 2021 год

Адам Делимханов родился 25 сентября 1969 года в селении Беной Ножай-Юртовского района Чечено-Ингушской АССР. Родственник (по данным ряда СМИ, двоюродный брат) Рамзана Кадырова.
В 1987—1989 годах Делимханов проходил срочную службу в Советской армии. С марта по июль 1990 года работал слесарем 3-го разряда в ремонтно-техническом предприятии «Аргунское», затем по 1991 год — снабженцем предприятия «Тешам». В 1994 году окончил Чеченский государственный университет.
Во второй половине 1990-х годов Делимханов был водителем чеченского полевого командира Салмана Радуева. С началом Второй чеченской войны в 1999 году он оказался среди чеченцев, перешедших на сторону федеральных сил. С марта 2000 до августа 2003 года работал в органах внутренних дел в качестве стажёра, потом сотрудника, а в дальнейшем — инспектора по анализу и планированию штаба отдельной роты милиции при МВД Чеченской Республики по охране объектов — зданий органов государственной власти (служба безопасности главы администрации Чечни Ахмата Кадырова). С 2000 года работал в правоохранительных органах РФ. В декабре 2001 года на Делимханова было совершено покушение. В августе-сентябре 2003 года — командир батальона милиции отдела вневедомственной охраны при Гудермесском ГОВД. В 2003—2006 годах был командиром полка Управления вневедомственной охраны при МВД Чеченской Республики по охране объектов нефтегазового комплекса.
С 18 июля 2006 года — заместитель председателя правительства Чеченской Республики. «Новая газета» отмечает, что когда в мае 2007 года в МВД Чечни вызвали около ста родителей боевиков, вице-премьер Чечни Адам Делимханов заявил, что никому из ушедших в лес прощения не будет: «Им будут головы резать».
В сентябре 2007 года Делимханов сообщил, что Доку Умаров, называвший себя «президентом Ичкерии», будет задержан и отдан под суд, либо уничтожен.
На выборах 2 декабря 2007 года Делимханов избран в Государственную думу. В Думе занимает должность заместителя председателя Комитета по делам Федерации и региональной политике.
В 2008 году, после убийства Руслана Ямадаева, бывшего депутата Госдумы, застреленного в центре Москвы, его брат Иса Ямадаев в интервью «Московскому комсомольцу» прямо обвинил Делимханова в непосредственной организации убийства и сообщил, что в Чечне Делимханов известен под кличкой «Палач», потому что он руководит казнями и похищениями.
5 апреля 2009 года полиция города Дубай (Объединённые Арабские Эмираты) заявила, что арестованы двое непосредственных участников покушения на Сулима Ямадаева: гражданин Ирана Махди Лорния и гражданин Таджикистана Махсуд Джан; было также заявлено, что трое граждан России и гражданин Казахстана будут объявлены в международный розыск, в частности, Адам Делимханов; последний назвал обвинения в его адрес провокацией и заявил о готовности сотрудничать со следствием. Делимханов объявлен в международный розыск. Его анкета и фотография появились на официальном сайте генерального секретариата Интерпола. Как отмечает «Интерфакс», документ распространён с так называемым «красным углом» — свидетельством причастности разыскиваемого.

В интервью, опубликованном 23 сентября 2009 года, Глава Чечни Рамзан Кадыров назвал Адама Делимханова своим преемником: 
Есть команда, есть люди, которые продолжат моё дело. Каждому командиру я всегда ставил задачу готовить после себя человека. Я приготовил человека, который может меня сменить. [— Александр Проханов: Это кто?] Адам Делимханов. Самый близкий мой друг. Ближе, чем брат. Его все мои братья, все племянники, все родственники любят, и все они в бою. Он сейчас в горах воюет. Будучи депутатом Госдумы от Чеченской Республики, он воюет в горах.

В 2010 году Адам Делимханов курировал работы по созданию Мемориального паркового комплекса на улице Кадырова в Москве. Были благоустроены дворы, созданы детские площадки. Главными украшениями стали два фонтана и миниатюрная арка. Средства были выделены региональным общественным фондом им. А. Кадырова. 
Люди привыкли к европейскому стилю, но мы представили здесь наш, вайнахский стиль. Уверен, жителям домов понравится новый облик улицы. Мы, в свою очередь, основной акцент делаем на качество проводимых работ. После их окончания оценку проделанной работе глава Чеченской Республики даст лично.
 — сказал Делимханов на официальном открытии комплекса 19 сентября 2010 года.
3 декабря 2013 года в Госдуме Делимханов вступил в словесный конфликт с другим депутатом от «Единой России» Алексеем Журавлёвым, в ходе которого завязалась драка, также пострадал и посетитель Журавлёва. Со слов очевидцев, во время драки у Делимханова выпал золотой пистолет. Председатель Госдумы Сергей Нарышкин резко раскритиковал поведение обоих депутатов. Позднее Делимханов и Журавлев заявили о примирении.
1 февраля 2022 года в прямом эфире в Instagram пообещал отрезать головы членам семьи судьи Сайди Янгулбаева и тем, кто переведёт видео на русский язык. Ранее с угрозами в адрес семьи Янгулбаевых выступил и глава Чечни Рамзан Кадыров.
Указом Президента Российской Федерации от 26 апреля 2022 года за мужество и героизм, проявленные в ходе вторжения России на Украину, Делимханову Адаму Султановичу присвоено звание Героя Российской Федерации с вручением знака особого отличия — медали «Золотая Звезда».
В октябре 2022 года от имени Рамзана Кадырова пообещал «спросить с каждого» за «осквернение и оскорбление» страны, гимна, Конституции РФ и президента.
14 июня 2023 года ряд российских и украинских СМИ и чиновников (включая Р. А. Кадырова) сообщали о ранении либо смерти Делимханова, причиной чего назывался обстрел Приморска украинскими силами, проведённый в ходе войны на Украине. Позднее Кадыров и ряд российских СМИ выступили с опровержением собственных слов, не предоставив, однако, убедительных подтверждений физического состояния Делимханова.

## Законотворческая деятельность
С 2007 по 2019 год, в течение исполнения полномочий депутата Государственной Думы V, VI и VII созывов, выступил соавтором 20 законодательных инициатив и поправок к проектам федеральных законов.

## Состояние
В рейтинге 500 российских миллиардеров, составленном журналом «Финанс» в начале 2011 года, Адам Делимханов занял 314 место. Его капитал был оценён в 300 миллионов долларов или 9,1 млрд рублей. По официальным данным за 2011 год Делимханов получил доход в сумме 1,9 млн рублей, а его супруга — 187 тысяч рублей.

## Критика
В ходе вторжения России на Украину, Адам Делимханов регулярно записывал постановочные видео с военными, на которых они якобы участвуют в боевых действиях, за эти ролики на Украине прозвали чеченские подразделения «тикток-войсками».
В ходе российского нападения на Украину, по данным Human Rights Watch, согласно принципу командной ответственности, Делимханов может быть причастен к совершению военных преступлений в ходе боёв и блокады Мариуполя, в частности за нападение, препятствие гуманитарной помощи и эвакуации, а также преступлений против человечности.

## Награды
- Герой Российской Федерации (26 апреля 2022)
- Герой Чеченской Республики (16 апреля 2023) — за выдающиеся заслуги перед Чеченской Республикой и ее народом, мужество, героизм и самоотверженность, проявленные при защите интересов Отечества[34]
- Герой ЛНР (2022)[35]
- Орден «За заслуги перед Отечеством» IV степени (7 ноября 2024) — за вклад в развитие парламентаризма, активную законотворческую деятельность и многолетнюю добросовестную работу[36]
- Орден Мужества (награждён трижды)
- Орден Дружбы
- Орден имени Ахмата Кадырова
- Медаль «100 лет образования Чеченской Республики» (1 сентября 2022) — за значительный вклад в развитие Чеченской Республики, безупречную работу, высокий профессионализм, проявленный при исполнении должностных обязанностей, и в связи с 100-летием Чеченской Республики
- Медаль «Памяти Ахмат-Хаджи Кадырова, первого Президента Чеченской Республики» (25 октября 2017) — за исключительные заслуги, послужившие процветанию Чеченской Республики, вклад в дело первого Президента Чеченской Республики Ахмада Абдулхамидовича Кадырова
- Медаль «За освобождение Мариуполя» (Донецкая Народная Республика, 2022)[37]
- Почётная грамота Президента Российской Федерации (2025)[38]
- Благодарность Президента Российской Федерации (25 июня 2008) — за заслуги в укреплении российской государственности и развитии межнациональных отношений в Чеченской Республике[39]
- Благодарность Правительства Российской Федерации (16 декабря 2019) — за большой вклад в развитие российского парламентаризма и активную законотворческую деятельность[40]

## Санкции
В июле 2014 года Министерство финансов США ввело санкции в отношении Делимханова. Они предусматривают заморозку активов на территории США и запрет на коммерческие операции с гражданами этой страны. В Минфине полагают, что Адам Делимханов «действовал от имени или в интересах ключевого члена» транснациональной криминальной группировки «Братский круг» Гафура Рахимова.
В марте 2019 года Комитет по иностранным делам Конгресса США одобрил проект резолюции о санкциях за убийство Бориса Немцова. Делимханов является фигурантом этого пакета санкций вместе с главой республики Кадыровым, в рамках которого планируется введение ограничительных мер и проверка активов в арабских странах.
В 2022 году, после нападения России на Украину, Делимханов был внесён ФБК в сокращённый ТОП-200 списка коррупционеров и разжигателей войны, с предложением введения против него международных санкций так как он руководит чеченскими диаспорами по всему миру «используя криминальный и экономический потенциал».
6 мая 2022 года внесён в санкционный список Канады за «соучастие в выборе президента Путина вторгнуться в мирную и суверенную страну».
22 июля 2022 года Делимханов включён в санкционный список Евросоюза:

Отвечает за создание чеченских сил в Донбассе с марта 2022 года и за руководство осадой Мариуполя в марте 2022 года. Принимал личное участие в подготовке нападений с самого начала агрессивной войны России против Украины… В этом качестве он несёт ответственность за действия или политику которые подрывают или угрожают территориальной целостности, суверенитету и независимости Украины, стабильности или безопасности в Украине.— «Официальный журнал Европейского союза», Брюссель, 21 июля 2022 года
30 сентября 2022 года был внесён в санкционный список США в ответ на «фиктивные референдумы» и «аннексию территорий Украины российскими оккупационными силами». Государственный департамент отмечает что депутаты единогласно приняли закон о фейках, а некоторые депутаты сыграли ключевую роль в распространении российской дезинформации о войне.
По аналогичным основаниям находится под санкциями Швейцарии, Украины и Новой Зеландии.